# 南方貝爾
南方贝尔（Bellsouth），是一个曾经存在的美国电信公司，总部位于佐治亚州亚特兰大，曾是美国第三大电信公司。南方贝尔是在1984年1月1日美国司法部强行拆分美国电话电报公司之后形成的七个地区性贝尔公司中的一个。2006年3月5日，AT&T宣布了以670亿美元（1股南方贝尔换1.325股AT&T）收购南方贝尔的计划，並以AT&T作為存續公司。
南方贝尔是1984年AT&T分拆之后最后一个仍需要保留"贝尔"名称的地区性贝尔公司，也是唯一一个使用原标徽的公司。辛辛那提贝尔，一个未受到AT&T分拆影响的贝尔公司，仍在活跃的使用“贝尔”的名字和标徽。

## 组织和服务
1992年，南部贝尔和南部中央贝尔这两个子公司合并而成立一个集团叫做南方贝尔。南方贝尔在其运营地区，包括阿拉巴马州，佛罗里达州，佐治亚州，肯塔基州，路易斯安那州，密西西比州，北卡罗来那州，南卡罗来那州以及田纳西州提供的服务有电话和DSL和拨号上网的因特网服务。
南方贝尔正将其自身偏向于两个领域，无线和宽带。40%与AT&T（之前的SBC）合资经营的美国移动电话服务提供商Cingular Wireless提供了南方贝尔的很大一部分收入。消费市场宽带业务渗透和应用的持续增长是公司的关键战略。这些活动的资金有一部分是由拉丁美洲地区的运营所提供的。
南方贝尔是目前唯一不经营付费电话业务的“小贝尔”。到2003年，南方贝尔的付费电话运营被停止，因为它已经变得很难盈利了，而这最有可能是因为移动电话覆盖面越来越广所造成的。辛辛那提贝尔取代了南方贝尔在其北部领域的地位来经营付费电话，而在南边的地区有很多独立的公司开始经营这个业务。
南方贝尔的主要运营单位包括通讯部门，国内移动通讯部门以及广告和出版部门。通讯部门有两个全资的子公司：南方贝尔电信公司和南方贝尔长话公司。通讯部门的主要市场对象是个体用户，中小企业，大企业，以及互联业务（业务批发）。通讯部门提供有线通讯服务，包括本地交换，网络访问，LATA内部长话业务，因特网服务，以及长话业务。
国内移动通讯部门通过其占有的40%Cingular Wireless（前身是南方贝尔移动，与AT&T共同所有。）股份来提供无线通讯服务。
广告和出版部门负责印刷和发行电话簿，销售广告，以及运营在线电子目录。
南方贝尔和AT&T的和作不只限于Cingular Wireless。他们还共同拥有yellowpages.com （页面存档备份，存于）（之前的RealPages.com和SmartPages.com）。 
南方贝尔还将它的商标授权给美国电子使用，后者使用南方贝尔的品牌销售电话机。
右边的图是南方贝尔中心的照片，通常被人误认为是南方贝尔集团在佐治亚州亚特兰大的总部。其实，它是南方贝尔集团的电话子公司南方贝尔电信公司（之前的南部贝尔总部）的主要建筑。南方贝尔集团的总部位于佐治亚州亚特兰大市第14大街与桃树街交汇的钟楼建筑。这栋建筑也穿过城中的移民广场酒店所在的那条街。

### 南方贝尔停止显示来自Sprint用户的主叫信息
从2006年元旦起，南方贝尔的用户不再收到Sprint PCS用户的主叫信息。任何由Sprint PCS蜂窝电话发起的呼叫通常只显示城市和所在州的信息，而不是和这个电话号码相关的姓名或商业标示。根据Sprint和南方贝尔于1996年签订的协议，这很有可能是因为该协议有效期只有10年。2003年，Sprint曾经诉讼南方贝尔，要求赔偿2亿美元，因为后者不提供其用户Sprint的主叫信息，而违反了他们之间1996年签订的协议。（页面存档备份，存于）
为了争取他们的装置上显示主叫信息，同样的“纷争”也留给了用户，不管是通过他们自己的服务商还是通过政府监管机构。2002年，Sprint和SBC未能就服务商的收费达成协议 （页面存档备份，存于）
 （页面存档备份，存于）

## 管理层
- 主席和CEO: 杜安尼·爱克尔曼
- 副主席和总裁 - 商业市场：理查德·安德森
- 总裁和COO: 马克·费德勒
- 信息，电子商务和信息安全总监弗兰·德拉米斯

完整的管理层简历，位于BellSouthcorp.com

## 所谓的与国安局（NSA）的合作
2006年，《今日美国》发表了一篇文章，宣称美国最大的三间电信服务商（全都是小贝尔公司），包括南方贝尔，一直以来都将所有国际和国内通话的纪录交给国安局。这些数据，据该文章叙述，是用来创建一个“有史以来最大的数据库”（页面存档备份，存于）
2006年5月16日，南方贝尔发表声明，宣称他们从没有与国安局签订任何协议，也从没有将通话记录等信息交给国安局。 （页面存档备份，存于）
《今日美国》之后于2006年7月1日作出让步，声明“南方贝尔没有参加国安局的监察计划”   （页面存档备份，存于）

## 南方贝尔的竞争对手
- Cox通讯
- Embarq
- Qwest
- 威讯
- AT&T（暂停合并）
- CenturyTel
- 塞奇电信
- 时代华纳
- Windstream